# سنغالي (الهند)
سنغالي (بالهندية: सांगली)‏ هي مدينة، في الهند، تقع في منطقة سانجالي ، وهي عاصمتها، بلغ عدد سكانها 436,639 نسمة وذلك حسب إحصائيات سنة 2001، تبلغ مساحتها 118.18 كيلومتر مربع، رمزها البريدي هو 416416.

## المناخ
يظهر الجدول التالي التغييرات المناخية على مدار السنة لسنغالي:
| البيانات المناخية لـسنغالي        | البيانات المناخية لـسنغالي | البيانات المناخية لـسنغالي | البيانات المناخية لـسنغالي | البيانات المناخية لـسنغالي | البيانات المناخية لـسنغالي | البيانات المناخية لـسنغالي | البيانات المناخية لـسنغالي | البيانات المناخية لـسنغالي | البيانات المناخية لـسنغالي | البيانات المناخية لـسنغالي | البيانات المناخية لـسنغالي | البيانات المناخية لـسنغالي | البيانات المناخية لـسنغالي |
| الشهر                             | يناير                      | فبراير                     | مارس                       | أبريل                      | مايو                       | يونيو                      | يوليو                      | أغسطس                      | سبتمبر                     | أكتوبر                     | نوفمبر                     | ديسمبر                     | المعدل السنوي              |
| --------------------------------- | -------------------------- | -------------------------- | -------------------------- | -------------------------- | -------------------------- | -------------------------- | -------------------------- | -------------------------- | -------------------------- | -------------------------- | -------------------------- | -------------------------- | -------------------------- |
| متوسط درجة الحرارة الكبرى °م (°ف) | 31 (88)                    | 33 (91)                    | 36 (97)                    | 38 (100)                   | 37 (99)                    | 31 (88)                    | 28 (82)                    | 28 (82)                    | 30 (86)                    | 32 (90)                    | 30 (86)                    | 30 (86)                    | 32 (90)                    |
| متوسط درجة الحرارة الصغرى °م (°ف) | 09 (48)                    | 15 (59)                    | 18 (64)                    | 21 (70)                    | 22 (72)                    | 22 (72)                    | 21 (70)                    | 21 (70)                    | 20 (68)                    | 19 (66)                    | 11 (52)                    | 10 (50)                    | 17 (63)                    |
| الهطول مم (إنش)                   | 3.8 (0.15)                 | 0.5 (0.02)                 | 5.3 (0.21)                 | 22.1 (0.87)                | 48.3 (1.90)                | 71.1 (2.80)                | 108.7 (4.28)               | 79.8 (3.14)                | 99.6 (3.92)                | 88.9 (3.50)                | 33.5 (1.32)                | 6.9 (0.27)                 | 568.5 (22.38)              |
| المصدر: Government of Maharashtra |                            |                            |                            |                            |                            |                            |                            |                            |                            |                            |                            |                            |                            |

## أعلام
- آشا بهوسل
- كولبوشان ياداف